# ReStructuredText
ReStructuredText (zkracováno ReST, reST i RST) je odlehčený značkovací jazyk k tvorbě technické dokumentace, který se rozšířil v komunitě kolem programovací jazyka Pythonu. Popularitu získal v rámci projektu vytvořit dokumentační nástroj pro Python podobný tomu, jakými jsou Javadoc pro Javu a POC pro Perl.
Byl vytvořen v roce 2002 a vychází z jazyka StructuredText, přičemž se snaží řešit jeho nedostatky.
ReST je podporován mimo jiné dokumentačním systémem Sphinx a webovými rozhraními GitHubu a Bitbucketu. Od července 2016 se Sphinx a ReST rozhodli používat k dokumentaci vývojáři linuxového jádra místo DocBooku, který používali předtím. Také jej používá k dokumentaci projekt CMake.

## Ukázka syntaxe

### Nadpisy
```
 Nadpis kapitoly
 ===============
 
 Nadpis podkapitoly
 ------------------
```

### Seznamy
```
-
 první položka

-
 druhá položka

  
-
 podpoložka

1)
 číslovaný seznam

2)
 druhá položka

   a) podpoložka roztažená na více
      řádků musí dodržovat odsazení
      svého prvního řádku

      
i)
 Položky seznamu mohou zahrnout

         rozdělení do odstavců.

3)
 třetí položka

```

### Obrázky
```
..
 
image
::
 /path/to/image.jpg

```

### Pojmenované odkazy
```
Z této věty je odkázána 
`Wikipedie`_
 a 
`Archiv jádra Linuxu`_
.

..
 
_Wikipedie:
 https://www.wikipedia.org/

..
 
_Archiv jádra Linuxu:
 https://www.kernel.org/

```

### Anonymní odkazy
```
V této větě je 
`obsažen anonymní odkaz na stránky Pythonu`__
.

__ https://www.python.org/

```

### Doslovné citace
```
::

  doslovný text

..
 
code
::
 python

   print("Citace pythonového kódu")

```